# Поземельная книга

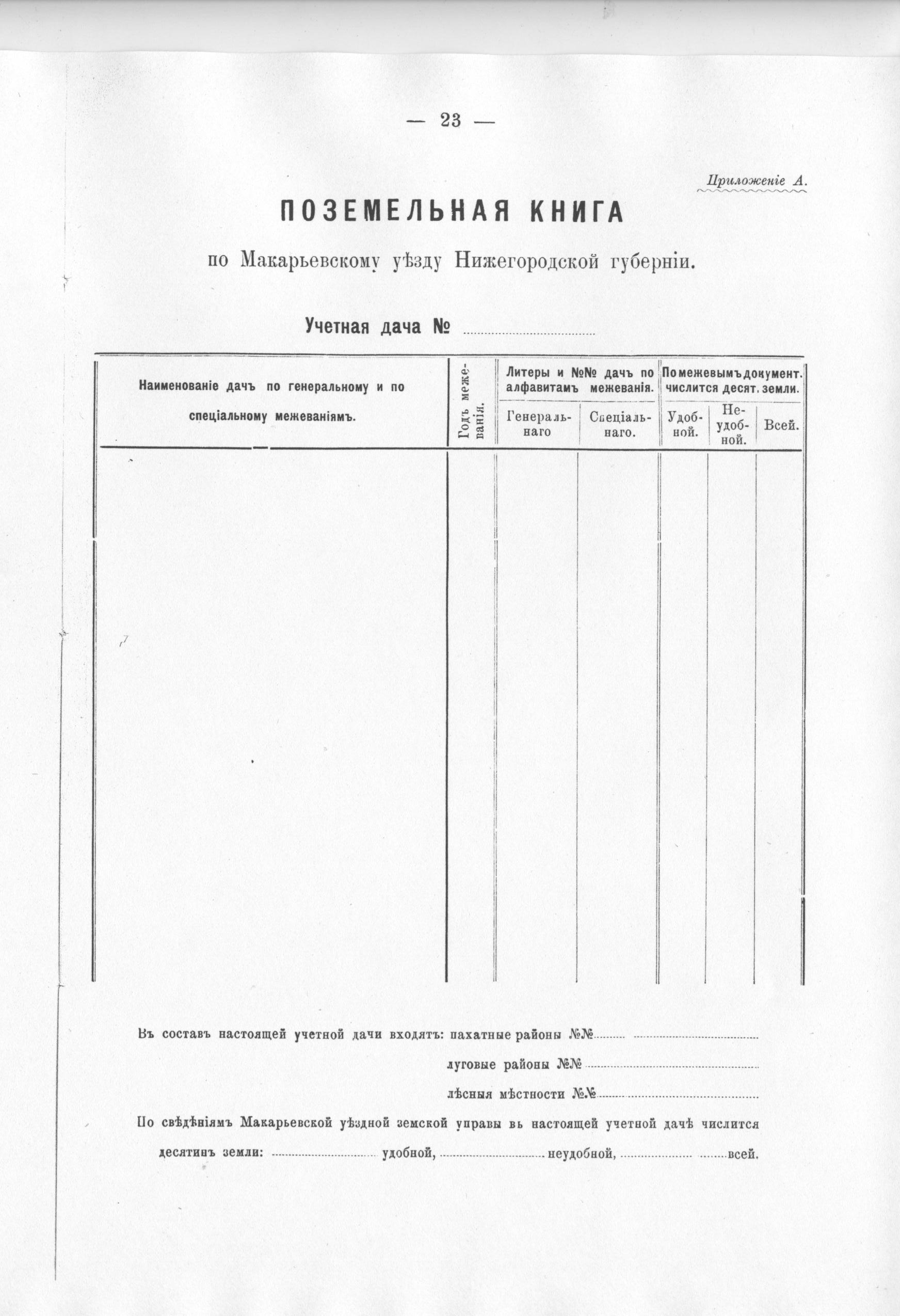
Поземельная книга по Макарьевскому уезду Нижегородской губернии

Поземельная книга — часть земельного кадастра, представляет собой публичный реестр, в который записаны сведения о земельных участках и вещных правах, имеющих отношение к земельным участкам.

## История
В Западной Европе поземельные книги использовались с XIX века. В Германии земельный закон 1874 года (нем. Allgemeines Landrecht) указывал принцип, по которому залоговое право считалось имеющим силу только при внесения его в поземельную книгу.
В 1911 году во всех германских землях стали обязательными территориальные поземельные книги.
В Российской империи и СССР также использовались поземельные книги.
В 1953 году Поземельная книга была заменена техническими паспортами БТИ и выписками из них.